# 算术基本定理
算术基本定理，又称为正整數的唯一分解定理，即：每个大于1的自然数，要么本身就是质数，要么可以写为2個或以上的質數的积，而且这些質因子按大小排列之后，写法僅有一種方式。
例如：{\displaystyle 6936=2^{3}\times 3\times 17^{2}}，{\displaystyle 1200=2^{4}\times 3\times 5^{2}}，{\displaystyle 5207=41\times 127}。
算术基本定理的内容由两部分构成：
- 分解的存在性：
- 分解的唯一性，即若不考虑排列的顺序，正整数分解为素數乘积的方式是唯一的。

算术基本定理是初等數論中一个基本的定理，也是许多其他定理的逻辑支撑点和出发点。

## 定理陳述
{\displaystyle \forall A\in \mathbb {N} ,\,A>1\quad \exists \prod _{i=1}^{n}p_{i}^{a_{i}}=A}. 其中 {\displaystyle p_{1}<p_{2}<p_{3}<\cdots <p_{n}} 而且 {\displaystyle p_{i}} 是一个質数，{\displaystyle a_{i}\in \mathbb {Z} ^{+}}.
這種表示的方法存在，而且是唯一的。

## 證明
算术基本定理的最早证明是由欧几里得给出的。准确的说，欧几里得证明了在一般整环上看与算术基本定理等价的命题：若質數{\displaystyle p|ab}，则不是 {\displaystyle p|a}，就是{\displaystyle p|b}。然而，在欧几里得的时代，并没有发展出幂运算和指数的写法，甚至连四个整数的乘积这种算式都被认为是没有意义的，所以欧几里得并没有给出算术基本定理的现代陈述。

### 存在性
用反證法：假設存在大於 {\displaystyle 1} 的自然數不能寫成質數的乘積，把最小的那個稱為 {\displaystyle n}。
{\displaystyle n} 不可爲質數，因爲 {\displaystyle n=n} 可被寫成質數的乘積。因此 {\displaystyle n} 一定是合數，但每個合數都可以分解成兩個嚴格小於自身而大於 {\displaystyle 1} 的自然數的積。設 
{\displaystyle n=a\times b} ，則根據假設，由於 {\displaystyle n} 是最小的不能被寫成質數乘積的自然數，所以 {\displaystyle a=p_{1}p_{2}...p_{j}} 和 {\displaystyle b=q_{1}q_{2}...q_{j}} 都能被寫成質數的乘積。然而 {\displaystyle n=ab=p_{1}p_{2}...p_{j}q_{1}q_{2}...q_{j}} 也可以寫成質數的乘積，由此產生矛盾，故大於 {\displaystyle 1} 的自然數必可寫成質數的乘積。

### 唯一性
歐幾里得引理：若質數{\displaystyle p|ab}，则不是 {\displaystyle p|a}，就是{\displaystyle p|b}。
引理的证明：若{\displaystyle p|a} 则证明完毕。若{\displaystyle p\nmid a}，那么两者的最大公约数为1。根据貝祖等式，存在{\displaystyle (m,n)} 使得{\displaystyle ma+np=1}。于是{\displaystyle b=b(ma+np)=abm+bnp}。
由于{\displaystyle p|ab}，上式右边两项都可以被p整除。所以{\displaystyle p|b}。
再用反證法：假設有些大于1的自然數可以以多于一种的方式寫成多个質數的乘積，那么假设{\displaystyle n}是其中最小的一個。
首先{\displaystyle n}不是質数。將{\displaystyle n}用兩種方法寫出：{\displaystyle n=p_{1}p_{2}p_{3}\cdots p_{r}=q_{1}q_{2}q_{3}\cdots q_{s}} 。根據引理，質数{\displaystyle p_{1}|q_{1}q_{2}q_{3}\cdots q_{s}} ，所以{\displaystyle q_{1},q_{2},q_{3}\cdots q_{s}} 中有一個能被{\displaystyle p_{1}}整除，不妨设为{\displaystyle q_{1}}。但{\displaystyle q_{1}}也是質数，因此{\displaystyle q_{1}=p_{1}} 。所以，比{\displaystyle n}小的正整数{\displaystyle n'=p_{2}p_{3}\cdots p_{r}}也可以写成{\displaystyle q_{2}q_{3}\cdots q_{s}} 。这与{\displaystyle n} 的最小性矛盾！
因此唯一性得证。

## 推廣
在一般的數域中，並不存在相應的定理；事實上，在虛二次域 {\displaystyle \mathbb {Q} ({\sqrt {-d}})\quad (d\in \mathbb {N} )} 之中，只有少數幾個能滿足。例如，{\displaystyle 6}可以以兩種方式在 {\displaystyle \mathbb {Z} [{\sqrt {-5}}]} 中表成整數乘積：{\displaystyle 2\times 3} 和 {\displaystyle (1+{\sqrt {-5}})(1-{\sqrt {-5}})}。一個自然的問題是{\displaystyle a+b{\sqrt[{}]{-d}}}哪个{\displaystyle d}值可以得到唯一分解定理？在高斯时代，已知有9个{\displaystyle d}使得{\displaystyle a+b{\sqrt[{}]{-d}}}所产生的数有唯一因子分解（{\displaystyle a}，{\displaystyle b}如上面指出那样取值）。{\displaystyle d=1,2,3,7,11,19,43,67,163}高斯认为{\displaystyle d}的數量不會超過10個，但是没有人能够证明。
1952年，业余数学家，退休的瑞士工程师庫爾特·黑格納（Kurt Heegner）发表了他的证明，声称第10个高斯类数不存在。但是没有人相信他。世界又等待了15年之后才知道这个定理：麻省理工学院的斯塔克（Harold Stark）和剑桥大学的阿兰贝克（Alan Baker）独立用不同方法证明了第10个{\displaystyle d}值不存在。两个人重新检查了黑格纳的工作，发现他的证明是正确的。
为了紀念长期被忽视的黑格纳，上述的9個數被稱為黑格纳数，一些曲线上的点被命名为黑格纳点。
歐幾里得在普通整數 {\displaystyle \mathbb {Z} } 中証明了算術基本定理──每個整數可唯一地分解為素數的乘積，高斯則在複整數 {\displaystyle \mathbb {Z} [{\sqrt {-1}}]} 中得出並証明，只要不計四個可逆元素 {\displaystyle (\pm 1,\pm i)} 之作用，那麼這個唯一分解定理在 {\displaystyle \mathbb {Z} [{\sqrt {-1}}]} 也成立。高斯還指出，包括費馬大定理在內的普通素數的許多定理都可能擴大到複數域。

## 外部連結
- （英文） Fundamental Theorem of Arithmetic - Wolfram Demonstrations Project （页面存档备份，存于）